# België van A tot Z

Locatie van België

Om een algemeen beeld van België te verkrijgen staan de bekendste en belangrijkste personen en zaken vermeld.

## A
A.S.Adventure -
A950 Valcke -
Aalst -
Aalter -
Aarlen (Arlon) -
Aarschot -
Aartselaar -
Abdij van Averbode -
Abdij van Herkenrode -
Abdij van Orval -
Abdij van 't Park -
Abdijbier -
Abortuswet (totstandkoming) -
Achelse Kluis -
Affligem -
Avelgem -
Koning Albert I -
Koning Albert II -
Albertkanaal -
Alden Biesen -
Alken -
Alveringem -
Ambiorix -
Amblève/Amel -
Bert Anciaux -
Ancien régime -
Anderlecht -
Anderlecht (voetbalclub) -
Gerolf Annemans -
Antwerpen (provincie) -
Antwerpen (stad) -
Antwerpse Zoo (dierentuin) -
Anzegem -
Leo Apostel -
Arabisch-Europese Liga (AEL) -
Grondwettelijk Hof -
Ardennen -
Ardennenoffensief -
Ardooie -
Arendonk -
Filips van Artevelde -
Jacob van Artevelde -
As -
Assenede -
Associated Weavers - 
Prinses Astrid van België -
Prinses Astrid van Zweden -
Atomium -
Aubel

## B
Baarle-Hertog -
Lilian Baels -
Ignace Baert -
Baraque de Fraiture -
Bastenaken (Bastogne) -
Brigitte Becue -
Auguste Beernaert -
Beker van België -
Belgacom -
Belgen -
Belgen in Luxemburg -
Belgen in Nederland -
Belgica -
België -
Belgisch-Congo -
Belgisch Instituut voor Post en Telecommunicatie (BIPT) -
Belgisch-Lotharingen -
Belgisch trekpaard -
Belgisch voetbalelftal (mannen) -
Belgisch voetbalelftal (vrouwen) -
Belgisch witbier -
Belgische pralines -
Belgische chocolade -
Belgische Eifel -
Belgische frank -
Belgische herder -
Belgische Kust -
Belgische Nationale Feestdag -
Belgische Onafhankelijkheidsoorlog -
Belgische Radio- en Televisieomroep (BRT) -
Belgische Revolutie -
Belgische Supercup -
Belgische Werkliedenpartij (BWP) -
Belgischer Rundfunk (BRF) -
Bende van Nijvel -
Bergen (Mons) -
Beringen -
Bevolking van België - 
Blankenberge -
Bloedbad van Vinkt -
Blokken (televisie) -
Bobbejaanland -
Bodding -
Bokkenrijders -
Bokrijk -
Louis Paul Boon -
Borinage -
Koning Boudewijn -
Bouillon -
Godfried van Bouillon -
Bourgondische Kreits -
Bourgondische tijd -
Brabançonne -
Brabant -
Brabantse Omwenteling -
Jacques Brel -
Guido de Brès -
Jan Breydel -
Pieter Bruegel de Oude -
Jan Brueghel de Oude -
Brugge -
Brugse Metten -
Brussel (stad) -
Brussels Hoofdstedelijk Gewest -
Burgemeester (België)

## C
Canvas (televisie) -
Centre Démocrate Humaniste (cdH) -
Raymond Ceulemans -
Le chant des Wallons -
Charleroi -
Chinezen in België - 
Surlet de Chokier -
Christelijke Volkspartij (CVP) -
Christen-Democratisch en Vlaams (CD&V) -
Ernest Claes -
Willy Claes -
Hugo Claus -
Kim Clijsters -
Clouseau -
Karel Cogge -
College van burgemeester en schepenen -
Colruyt -
Colruyt Group -
Comblain-la-Tour - 
Condroz -
Pieter de Coninck -
Hendrik Conscience -
Constant Vanden Stockstadion -
Coo-Trois-Ponts (waterkrachtcentrale) -
André Cools -
Cordon sanitaire -
Franz Courtens -
Ben Crabbé -
Claude Criquielion -
Andrea Croonenberghs -
Koen Crucke

## D
Adolf Daens -
Dag van de Franse Gemeenschap -
Pater Damiaan -
Godfried Danneels -
Staf Declercq -
Willy De Clercq -
Herman De Croo -
Christian de Duve -
De Panne -
Bart De Pauw -
Pierre-Jean De Smet -
Erik De Vlaeminck -
Frédérik Deburghgraeve -
Jan Decleir -
Deelstaat -
Léon Degrelle -
Jean-Luc Dehaene -
Sven De Ridder -
Filip Dewinter -
Elio Di Rupo -
Dinant -
Dioxinecrisis -
Doornik (Tournai) -
Duits -
Duitse opmars door België tijdens de Eerste Wereldoorlog -
Duitstalige Gemeenschap -
Durbuy -
Marc Dutroux

## E
Eburonen -
Ecolo -
Eén (televisiezender) -
Egmontpact -
Hendrik Elias -
Kroonprinses Elisabeth -
Willem Elsschot -
Eupen - 
euromunten -
Europees Parlement -
Europese Commissie -
Jan van Eyck -
Gaston Eyskens -
Mark Eyskens

## F
Faciliteitengemeente -
Fagne -
Famenne -
Federaal Parlement van België -
Feest van het Waalse Gewest -
Feestdag van Vlaanderen -
Koning Filip -
Filips II -
Filips de Goede -
Fort Eben-Emael -
César Franck -
Franken -
André Franquin -
Frans -
Franse Gemeenschap -
Franse tijd in België -
Franskiljons -
Frieten -
Front National (FN)

## G
Gaume -
Gembloers -
Gemeenschap (België) -
Gemeenteweg -
Generatiepact -
Genocidewet -
Genk -
Gent -
Geografie van België -
Gerechten -
Germanen -
Geschiedenis van België -
Geuze -
Kim Gevaert -
Gewest (België) -
Gewestweg -
Guido Gezelle -
Marnix Gijsen -
Gillet -
Gouverneur (België) -
Graafschap Henegouwen -
Graafschap Loon -
Graafschap Namen -
Graafschap Vlaanderen -
Grands travaux inutiles -
Groen -
Raymond van het Groenewoud -
Grondwet -
De Grootste Belg -
Grote Markt van Brussel -
Grotten van Han -
Guldensporenslag -
Guust

## H
Hageland -
José Happart -
Haspengouw -
Hasselt -
Eden Hazard -
Heist-op-den-Berg -
Heizeldrama -
Tia Hellebaut -
Kristien Hemmerechts -
Henegouwen (provincie) -
Justine Henin -
Hergé -
Hertogdom Brabant -
Hertogdom Limburg -
Hertogenwoud -
Corneille Heymans -
Hoei (Huy) -
Hof van assisen -
Hoge Venen -
Geert Hoste -
Hutsepot -
Kim Huybrechts - 
Ronny Huybrechts - 
Luc Huyghe -
Camille Huysmans

## I
Ichtegem -
Jacky Ickx -
Ieper -
IJzer -
IJzerbedevaart -
IJzertoren -
ISO 3166-2:BE
Itegem

## J
Dyab Abou Jahjah -
Paul Janssen (farmacoloog) -
Jacob Jordaens -
Jan Fabre -
Jozef II -
Jubelpark van Brussel -
Juropa - 
Justitiepaleis van Brussel

## K
K3 -
Kabouter Plop -
Kalmthoutse Heide -
Kamp Mechelen -
Karel V -
Karel de Grote -
Regent Karel van België -
Katholieke Universiteit Leuven (KU Leuven) -
Kelten -
Kempen -
Ketnet -
Sandra Kim -
Klauwaards -
Kluis - 
Koksijde -
Kommunistische Partij van België (KPB) -
Koningskwestie -
Koninklijk Meteorologisch Instituut van België (KMI) -
Koppenberg -
Kortrijk -
Krachtbal -
Krewinkel -
De avonturen van Kuifje

## L
La Roche-en-Ardenne -
Julien Lahaut -
Laïs -
Het Lam Gods (Gebroeders van Eyck) -
Lambermontakkoord -
Karl-Heinz Lambertz -
Lambiek (bier) -
Hubert Lampo -
Land van Herve -
Prins Laurent van België -
Leie -
Leiestreek -
Leliaards -
Koning Leopold I -
Koning Leopold II -
Koning Leopold III -
Leopoldsburg -
Lesse -
Leuven -
Goedele Liekens -
Jacob van Liesvelt -
Lichtervelde -
Lijst van Belgische betaaldvoetbalclubs -
Lijst van Belgische gemeenten -
Lijst van Belgische gemeenten naar grootte -
lijst van Belgische koningen -
Lijst van Belgische olympische medaillewinnaars -
Lijst van Belgische politieke partijen -
Lijst van Belgische premiers -
Lijst van Belgische steden -
Lijst van Belgische streken -
Lijst van Belgische voetballers -
Lijst van doolhoven in België - 
Lijst van extreme punten in België -
Lijst van NMBS-stations in België en omstreken -
Lijst van opmerkelijke bomen in België - 
Lijst van rivieren in de Ardennen -
Limburg (Belgische provincie) -
Justus Lipsius -
Lommel -
Lotharingen -
Helmut Lotti -
Prinsbisdom Luik -
Luik (provincie) -
Luik (stad) -
Luik-Bastenaken-Luik -
Luikerland -
Luikse Omwenteling -
Luikse wafel -
Romelu Lukaku -
Hertogdom Luxemburg -
Luxemburg (provincie) -
Luxemburgs (taal)

## M
Maas -
Maaseik -
Maasmechelen -
Maurice Maeterlinck -
Malmedy -
Man Bijt Hond -
Manneken Pis van Brussel -
Manneken Pis van Geraardsbergen -
Wilfried Martens -
Koningin Mathilde -
Théo Mathy -
Mechelen -
Meersel-Dreef -
Meetjesland -
Menapiërs -
Gerardus Mercator -
Eddy Merckx -
Merovingen -
Charles Michel -
Louis Michel -
Midden-Francië -
Mijnramp van Marcinelle -
De Mol -
Guy Mortier -
Mosselen -
Mouvement Réformateur (MR) -
Museum van Mariemont -
Johan Museeuw -
Muskusrat -
Muur van Geraardsbergen

## N
Namen (provincie) -
Namen (stad) -
Nationale Maatschappij der Belgische Spoorwegen (NMBS) -
Centraal commandocentrum NAVO -
Neder-Lotharingen -
Nederlands -
Nederlandse tijd in België -
Louis Neefs -
Nerviërs -
Neutraal Moresnet -
Nieuw-Vlaamse Alliantie (N-VA) -
Hendrik van der Noot -
Sven Nys

## O
Omkoopschandaal voetbal -
Omloop Het Volk -
Omwenteling van 1830 -
Laurette Onkelinx -
Oost-Vlaams -
Oost-Vlaanderen -
Oostende -
Oostenrijkse Nederlanden -
Oostkantons -
Paul van Ostaijen -
Oudenaarde -
Our (Sauer) -
Ourthe -

## P
Pacificatie van Gent -
Pajottenland -
Koningin Paola -
Parti des Chrétiens Démocrates Francophones (CDF) -
Parti Socialiste (PS) -
Partij voor Vrijheid en Vooruitgang (PVV) -
Peer -
Bart Peeters -
Jean-Marie Pfaff -
Picardisch -
Armand Pien -
Georges Pire -
Henri Pirenne -
Eddy Planckaert -
Politie -
Odilon Polleunis -
Willy Polleunis -
Portaal:België - 
De Post -
Postnummers in België -
Pragmatieke Sanctie (1713) -
Premier (België) -
Ilya Prigogine -
Provincieraad -
Provincies -
Provincieweg -
Anne Provoost

## Q
Quick & Flupke

## R
Radio-Télévision Belge de la communauté Française (RTBF) -
Rand (Brussel) -
Regering in België -
Django Reinhardt -
Rex (partij) -
Rijkswacht -
Rode Duivels -
Ronde van België -
Ronde van Vlaanderen -
Ronse -
Ruanda-Urundi -
Peter Paul Rubens -
Ward Ruyslinck

## S
Saint-Hubert -
Saksen-Coburg en Gotha -
Samber (Sambre) -
Samson en Gert (televisieserie) -
Sankt Vith -
Schelde (rivier) -
Schepen -
Bobbejaan Schoepen -
Edward Schillebeeckx -
Schoolpact -
Schoolstrijd (België) -
Schreve -
Semois -
Albert Servaes -
Andy Sierens -
Signaal van Botrange -
Georges Simenon -
Sint-Elisabethsvloed (1404) -
Sint-Jansrade - 
Sint-Martens-Latem -
Sint-Michielsakkoord -
Sint-Romboutskathedraal -
Slag der Grenzen -
Slag om Ieper (1e), 2e, 3e en 4e -
Slag om de IJzer -
Slag bij Waterloo -
SLP -
Ernest Solvay -
sp.a -
Spa -
Paul-Henri Spaak -
Guy Spitaels -
Staatshervorming (België) -
Steve Stevaert -
Simon Stevin -
Stockeu -
Sûre/Sauer -
Suske en Wiske

## T
Taaldiscriminatie -
Taalgebied -
Taalgrens -
Taalstrijd in België -
Tabel van Belgische gemeenten - 
Thudinië -
Tiendaagse Veldtocht -
David Teniers de Jonge -
Felix Timmermans -
Leo Tindemans -
Louis Tobback -
Tongeren -
Torgny -
Michel Toussaint -
Toxandriërs -
Trappist (bier) -
Turnhout -
België in de Tweede Wereldoorlog -
Twintigste treinkonvooi -
Temse

## U
Tijl Uilenspiegel -
Ukkel -
Unie van Atrecht -
Unie van Utrecht -
Université Catholique de Louvain (UCL) -
Université Libre de Bruxelles (ULB) -
Urbanus -
Mark Uytterhoeven

## V
Jean-Claude Van Cauwenberghe -
Jean-Claude Van Damme -
Geert van Istendael -
Karel Van Miert -
Karel Van Noppen -
Jean-Pierre Van Rossem -
Dimitri Van den Bergh -
Freya Van den Bossche -
Johan Vande Lanotte -
Gella Vandecaveye -
Jos Vandeloo -
Paul Vanden Boeynants -
Mario Vandenbogaerde - 
Willy Vandersteen -
Marcel Vanthilt -
Bart Veldkamp -
Ferdinand Verbiest -
Verdrag van Verdun -
Verenigde Nederlandse Staten -
Fernand Verhaegen -
Émile Verhaeren -
Guy Verhofstadt -
Gert Verhulst -
Verkavelingsvlaams -
Etienne Vermeersch -
Leopold Vermeiren -
Marc Verwilghen -
Andreas Vesalius -
Veurne-Ambacht -
Virton -
Vlaams -
Vlaams-Brabant (provincie) -
Vlaams Belang -
Vlaams Bijbelgenootschap -
Vlaamse Bijbelstichting -
Vlaams Blok -
Vlaams Gewest -
Vlaams Nationaal Verbond (VNV) -
Vlaams Parlement -
Vlaamse Ardennen -
Vlaamse Beweging -
Vlaamse Gemeenschap -
Vlaamse Kust -
De Vlaamse leeuw -
Vlaamse Liberalen en Democraten (VLD) -
Vlaamse Primitieven -
Vlaamse Radio- en Televisie(omroeporganisatie) (VRT) -
Vlaamse regering -
Vlaamse Ruit -
Vlaamse stoofkarbonaden -
Vlaanderen -
Vlag van België - 
Volkslied -
Volksunie (VU) -
Vorstenhuis -
Voeren -
Voerstreek (geografie en geschiedenis) -
Vooruit (politieke partij) -
Vrede van Utrecht -
Vrede van Westfalen -
Vrijdagmarkt in Gent -
Vrije Universiteit Brussel (VUB) -
VRT 2

## W
Waals -
Waals-Brabant (provincie) -
Waals Gewest -
Waals Parlement -
Waalse Pijl -
Waalse regering -
Waasland -
Wafelijzerpolitiek -
Walibi Belgium -
Wallonië -
Eddy Wally -
Gerard Walschap -
Wapenstilstand (Belgische feestdag) -
Watervallen van Coo -
Waterzooi -
Koen Wauters -
West-Francië -
West-Vlaanderen (provincie) -
Westhoek (Frans-Belgische regio) -
Rogier van der Weyden -
Willem I der Nederlanden -
Witte mars -
Woestijnvis

## X
Xhoffraix

## Y
Yeti (schooltijdschrift) -
Yvoir

## Z
Zavel in Brussel -
Luchthaven Zaventem -
Paul van Zeeland -
Zeventien Provinciën -
Zoniënwoud -
Lijst van zoogdieren in België -
Zuid-Limburg (België) -
Zuidelijke Nederlanden -
Zwin